# Mathew Ryan
Mathew David Ryan (Plumpton, 1992. április 8. –) ausztrál válogatott labdarúgó, a francia RC Lens kapusa.

## Statisztika

### A válogatottban
| Válogatott | Év       | Pályára lépés | Gól |
| ---------- | -------- | ------------- | --- |
| Ausztrália | 2012     | 2             | 0   |
| Ausztrália | 2013     | 2             | 0   |
| Ausztrália | 2014     | 9             | 0   |
| Ausztrália | 2015     | 8             | 0   |
| Ausztrália | 2016     | 9             | 0   |
| Ausztrália | 2017     | 11            | 0   |
| Ausztrália | 2018     | 9             | 0   |
| Ausztrália | 2019     | 9             | 0   |
| Ausztrália | 2021     | 8             | 0   |
| Ausztrália | 2022     | 12            | 0   |
| Ausztrália | 2023     | 7             | 0   |
| Ausztrália | 2024     | 10            | 0   |
| Összesen   | Összesen | 96            | 0   |

## Sikerek

### Klub
Central Coast Mariners
- Ausztrál bajnok (alapszakasz) (1): 2011–12
- Ausztrál bajnok (Grand Final) (1): 2013

Club Brugge
- Belga kupa (1): 2014–15

### Válogatott
Ausztrália
- Ázsia-kupa (1): 2015